# Gasen
Gasen est une commune autrichienne du district de Weiz en Styrie.